# Lyon-La Duchère
Maillots
Lyon-La Duchère, auparavant appelé Lyon Duchère AS jusqu'en 2020 et Sporting Club de Lyon de 2020 à 2021, est un club français de football fondé en 1964 et basé dans le quartier de La Duchère à Lyon.
Le club, présidé par Jean-Christophe Vincent et évolue en National 3.
Le club tire ses origines de La Duchère, quartier de l'Ouest lyonnais, dominant la Saône.

## Histoire

### Genèse du club (1964-1970)
La Duchère, avant de devenir un quartier situé dans le 9e arrondissement de Lyon, était l'une des 24 places fortes intra-muros ou périphériques constituant la première ceinture de Lyon en 1832. De 1832 à 1874, la ville s'était dotée de deux barrières défensives, constituées de forts, de bastions destinés à préserver la ville d'éventuelles attaques étrangères mais aussi des campagnes alentour et de leurs brigands (voir Ceintures de Lyon) ; le fort de la Duchère, où se situe désormais le stade, au sommet de la colline de Balmont, était l'un de ces maillons.
La création de l'AS Duchère coïncide avec la fin de la guerre d'Algérie et l'indépendance de l'Algérie en 1962. En effet, le club est fondé dans le 9e arrondissement de la ville de Lyon par les rapatriés d'Algérie au début des années 1960 (voir Exode des Pieds-noirs). L'AS Lyon-Duchère porte souvent le nom du Club des Pieds Noirs.
Pendant ces années-là, de grandes barres d'immeubles sortent de terre afin de pouvoir loger ces personnes arrivant d'Algérie. Près d'un tiers des logements est alors réservé aux rapatriés. Des associations se créent dont celle qui donnera naissance à l'AS Duchère. C'est ainsi que l'« Amicale des rapatriés et de leurs sympathisants de la Duchère-Champagne et région lyonnaise » voit le jour en avril 1963. Elle a pour but de « se mettre au service des rapatriés dans tous les domaines, sports et culture compris ».

### Entre Division 3 et DH (1991-2000)
Dans les années 1990, le président mécène lyonnais Jean Rouch prend le club en main. En 1992-1993, Lyon-Duchère termine sur le podium de la D3 et accède en 2e Division mais est rétrogradé en National 1 pour des problèmes administratifs. À la suite de problèmes financiers, le club est mis en liquidation en 1996 et est rétrogradé administrativement en Division d'Honneur. La présidence est ensuite assurée par Richard Benamou.

### Entre CFA2 et CFA (2000-2016)
Le club s'est illustré en Coupe de France lors de la saison 2005-2006 en éliminant notamment deux clubs de Ligue 1, le Toulouse FC (2-1) et le RC Strasbourg (0-0 tab 5 à 4), pour finalement s'incliner en huitième de finale face au PSG, futur vainqueur de l'épreuve (0-3). Le club de l'ouest lyonnais évoluait alors en CFA. Lors de la saison 2007-2008, l'AS Lyon-Duchère retrouve le niveau CFA après le match contre la réserve de l'Olympique de Marseille avec laquelle ils étaient en concurrence directe pour la montée grâce à un but de l'attaquant Rachid Benayen.
En octobre 2008, Richard Benamou quitte la présidence. Mohamed Tria lui succède, épaulé de Michel Tirroloni, président délégué et Jean Bansillon, secrétaire. Le 8 janvier 2012, l'AS Lyon-Duchère rencontre son grand voisin l'Olympique lyonnais lors des 32e de finale de Coupe de France. Le derby lyonnais, joué à Gerland, se solde alors par une victoire des professionnels, 3 buts à 1 avec un triplé de Lisandro López.
Reconnu également pour son implication sociale au sein du quartier de La Duchère, le club lance régulièrement des opérations sur les thèmes de la santé, de l'insertion professionnelle ou de la solidarité internationale. Entraîné par Karim Mokeddem, il évolue en National depuis 2018 et a fêté son cinquantenaire en 2014.

### Remontée en National et changements de nom (2016-2021)

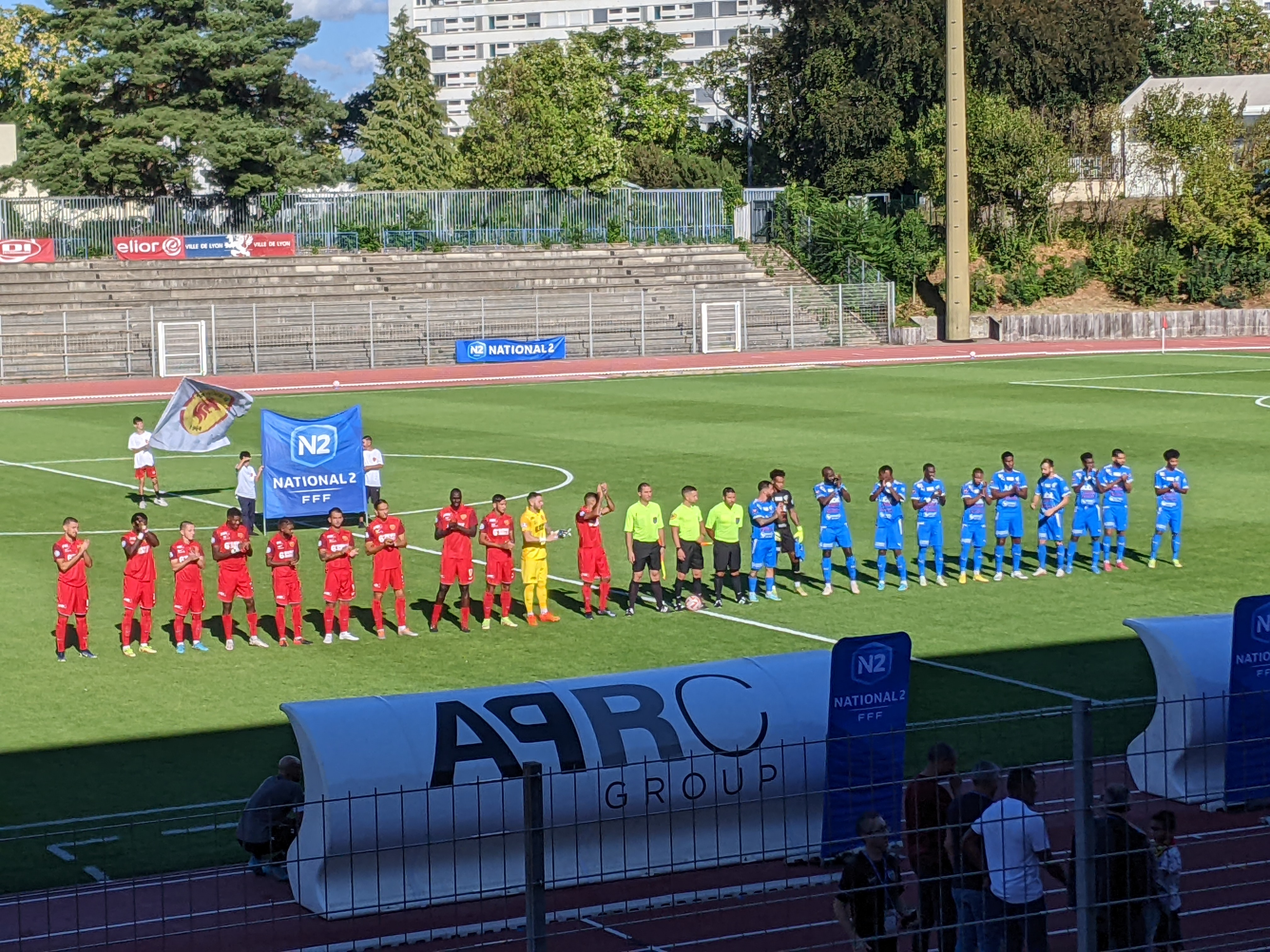
Match contre Olympique d'Alès en National 2 (2022).

Le 28 mai 2016, le club duchérois parvient à valider son billet pour le National en allant s'imposer 2-1 sur la pelouse de la réserve auxerroise. Il a longtemps fait partie des candidats potentiels à la Ligue 2 mais il a finalement terminé à une honorable 7e place ce qui en fait le second meilleur promu du championnat derrière Quevilly-Rouen Métropole.
En 2019, le club atteint les 8èmes de finale de la Coupe de France, éliminé par l'AS Vitré après avoir sorti le Nimes Olympique, alors en Ligue 1.
Le 4 juin 2020, le club change de nom et devient officiellement le « Sporting Club de Lyon »,.
Le 27 mai 2021, le nouveau président du club, Jean-Christophe Vincent, annonce que le club va de nouveau changer de nom, et redevenir « Lyon - La Duchère ».

### Descente en National 2 puis rétrogradation en National 3: la chute (depuis 2021)
Le 13 juillet 2021, le club est relégué en National 2. Pour son retour en National 2, le club vise rapidement la montée en National. Cependant, la saison s'avère très difficile et le club lutte vaillamment contre la relégation. Finalement, les Lyonnais finiront à un seul petit point du GFA Rumilly Vallières, relégué en National 3.
Après une belle saison 2022-2023 réussie (5e place), le club lyonnais est rétrogradé administrativement en National 3. Cette rétrogradation est justifiée par le fait qu'elle évite un dépôt de bilan pour l'équipe ducheroise . Le club explique ainsi que cette rétrogradation en N3 est la meilleure solution pour « sauver le club » et que le budget de l'équipe fanion serait limité et encadré. 
Pour son retour en National 3, les duchèrois débutent par une victoire 1-0 contre Chambéry à domicile. Les Lyonnais jouent rapidement la tête de la poule pour assurer une promotion en N2. Au coudes-à-coudes avec Saint-Priest, le club échoue finalement a la montée en terminant à une honorable deuxième place, a 7 points du leader san-priot. 
L'été 2024 débute avec l'arrivée sur le banc de Lionel Bah qui devient le nouvel entraîneur de La-Duchère.

## Résultats sportifs

### Palmarès
| Championnats nationaux | Championnats régionaux                         |
| --- | ---------------------------------------------- |
| - Championnat de France de CFA / National 2 (D4) (1) : - Champion en 2016 - Meilleur parcours en Coupe de France: 8èmes de finale en 2019. | - DH Rhône-Alpes (2) : - Champion : 1988, 2000 |

## Identité
Historique du logo :

Logo jusqu'en 2010.
Logo de 2010 à 2020.
Logo de 2020 à 2021.
Logo actuel.

## Personnalités

### Entraîneurs
| Nom                    | Période           |
| ---------------------- | ----------------- |
| Pierre Haon            | 1994 - 1995       |
| Éric Guichard          | 1995 - 1997       |
| Daniel Narbonnet       | 1999 - 2001       |
| Éric Geraldes          | oct. 2001 - 2003  |
| Bertrand Burnier       | 2003 - 2005       |
| Alain Moizan           | 2005 - 2006       |
| Karim Bounouara        | 2007 - 2010       |
| Éric Guichard          | 2010 - 2013       |
| Jean-Christophe Devaux | 2013 - janv. 2014 |

| Nom               | Période                  |
| ----------------- | ------------------------ |
| Karim Mokeddem    | févr. 2014 - 2019        |
| Laurent Roussey   | 2019 - fév. 2020         |
| Mohamed Metoui    | fév. 2020 - juin 2020    |
| Emmanuel Da Costa | juillet 2020 - déc. 2020 |
| Nicolas Le Bellec | déc. 2020 - déc. 2021    |
| Jordan Gonzalez   | déc. 2021 - juillet 2023 |
| Karim Bounouara   | juillet 2023 - juin 2024 |
| Lionel Bah        | juillet 2024 -           |

### Effectif actuel
Le tableau suivant recense les joueurs composant l'effectif de Lyon - La Duchère pour la saison 2023-2024.

## Structures

### Stades
Stade occupé pour les matchs de l'équipe fanion, évoluant dans le Championnat de National 1. Il se situe dans le 9e arrondissement de Lyon, au quartier de la Duchère. L'inauguration du stade a eu lieu en 1966 sur l'emplacement de l'ancien fort de la Duchère. Depuis 2012, la Halle d'athlétisme Stéphane-Diagana est implantée à proximité. En 2013, la piste d'athlétisme fait l'objet d'une mise aux normes. La nouvelle piste est restaurée pour un coût de 1,75 million d'euros, et est inaugurée en présence de la discobole Mélina Robert-Michon. C'est le quatrième stade de l'agglomération lyonnaise en termes de capacité (après le Parc Olympique lyonnais, le Stade de Gerland et le Matmut Stadium (LOU Rugby). Il accueille également de multiples disciplines : football, athlétisme, rugby à XV, rugby à XIII, football américain, etc..
Le Stade de la Sauvegarde est le stade occupé pour les entraînements et les matchs des équipes de jeunes et des équipes réserves. Il est situé à proximité de la Clinique de la Sauvegarde. Depuis 2015, une tribune de 192 places est installée afin d'accroître le nombre de personnes venant assister aux matchs du week-end, et ainsi contribuer à leur confort.

### Éléments comptables
Le tableau ci-dessous résume les différents budgets prévisionnels du club duchérois saison après saison.
| Saison | 2016-2017 | 2017-2018 | 2018-2019 | 2019-2020 | 2020-2021 | 2021-2022 | 2022-2023 | 2023-2024 |
| Budget | 1,5 M€    | 1,8 M€    | 2,2 M€    | 3 M€      | 3 M €     |           |           |           |